# The Jersey International 2009
The Jersey International 2009 è stato un torneo professionistico di tennis maschile giocato sul cemento, che faceva parte dell'ATP Challenger Tour 2009. Si è giocato a Jersey in Gran Bretagna dal 23 al 29 marzo 2009.

## Partecipanti

### Teste di serie
| Nazionalità | Giocatore            | Ranking* | Testa di serie |
| ----------- | -------------------- | -------- | -------------- |
| Francia     | Adrian Mannarino     | 128      | 1              |
| Germania    | Simon Stadler        | 142      | 2              |
| Regno Unito | Alex Bogdanović      | 195      | 3              |
| Francia     | Sébastien de Chaunac | 198      | 4              |
| Austria     | Martin Fischer       | 200      | 5              |
| Italia      | Andrea Stoppini      | 209      | 6              |
| Australia   | Robert Smeets        | 233      | 7              |
| Stati Uniti | Michael Yani         | 238      | 8              |

- Ranking al 16 marzo 2009.

### Altri partecipanti
Giocatori che hanno ricevuto una wild card:
- Daniel Cox
- Daniel Evans
- Colin Fleming
- Joshua Milton

Giocatori passati dalle qualificazioni:
- Jean-Noel Insausti
- Jonathan Marray
- Igor Sijsling
- Phillip Simmonds

## Campioni

### Singolare
Daniel Evans ha battuto in finale  Jan Minář con il punteggio di 6–3, 6–2

### Doppio
Eric Butorac /  Travis Rettenmaier hanno battuto in finale  Colin Fleming /  Ken Skupski con il punteggio di 6–4, 6–3